# Police Truck
Police Truck è una traccia sul lato B del singolo Holiday in Cambodia del gruppo punk Dead Kennedys.